# Olay Ferenc
Olay Ferenc László Károly (Budapest, 1887. március 3. – Budapest, 1936. augusztus 27.) miniszteri tanácsos, a Magyar királyi Vallás és Közoktatásügyi Minisztérium egyetemi és külföldi tudományos kapcsolatok ügyosztályának főnöke, a szegedi Magyar királyi Ferenc József Tudományegyetem címzetes rendkívüli tanára, emléklapos magyar királyi honvéd huszárfőhadnagy, az Olasz királyi koronarend parancsnoki keresztjének, az Osztrák érdemrend I. osztályú középkeresztjének tulajdonosa.
A Magyar Külügyi Társaság elnöki tanácstagja, a Műemlékek Országos Bizottságának levelező tagja, a Magyar Nemzeti Szövetség választmányi tagja volt.

## Életpályája
A budapesti tudományegyetemen államtudományi doktorátust szerzett. Ezután a kultuszminisztérium szolgálatába állt; eleinte a népiskolai, majd az alapítványi és művelődéspolitikai ügyosztályon dolgozott. Az első világháború után szakaszvezető huszárfőhadnagyként szerelt le. 1923-tól miniszteri osztálytanácsos volt.

## Családja
Szülei Olay Szilárd (1844–1908) országgyűlési képviselő és Schichta Matild voltak. 1929. június 17-én, Budapesten házasságot kötött Bérczy Évával.
Temetése a Farkasréti temetőben történt (52-6-18).

## Művei
- A magyar kultúra válságos évei 1918-27 (Perényi Zsigmond előszavával, Budapest, 1927)
- A magyar sajtó és az utódállamok (Budapest, 1929)
- A magyar színjátszás története az utódállamok területén. 1918-28 (Budapest, 1929)
- A magyar művelődés kálváriája az elszakított területeken (Budapest, 1930)